# Broasca, Ismail
Broasca (în ucraineană Броска, transliterat Broska) este un sat în comuna Sofian-Trubaiovca din raionul Ismail, regiunea Odesa, Ucraina. Are 3,704 locuitori, preponderent ruși-lipoveni.
Satul este situat la o altitudine de 6 metri, în partea de vest a raionului Ismail, în apropiere de brațul Chilia al Dunării. El se află la o distanță de 4 km nord-est de centrul raional Ismail. Prin localitate trece drumul național Ismail-Bolgrad.

## Istoric
Încă din secolul al XVIII-lea, s-au stabilit în cetatea Ismail țărani ruși și ucraineni. Împrejurimile orașului au fost folosite ca terenuri arabile.
Prin Tratatul de pace de la București, semnat pe 16/28 mai 1812, între Imperiul Rus și Imperiul Otoman, la încheierea războiului ruso-turc din 1806 – 1812, Rusia a ocupat teritoriul de est al Moldovei dintre Prut și Nistru, pe care l-a alăturat Ținutului Hotin și Basarabiei/Bugeacului luate de la turci, denumind ansamblul Basarabia (în 1813) și transformându-l într-o gubernie împărțită în zece ținuturi (Hotin, Soroca, Bălți, Orhei, Lăpușna, Tighina, Cahul, Bolgrad, Chilia și Cetatea Albă, capitala guberniei fiind stabilită la Chișinău).
Pentru a-și consolida stăpânirea asupra Basarabiei, autoritățile țariste au sprijinit începând de la începutul războiului stabilirea în sudul Basarabiei a familiilor de imigranți bulgari și găgăuzi din sudul Dunării, aceștia primind terenuri de la ocupanții ruși ai Basarabiei. Satul Broasca a fost fondat de către coloniști ruși-lipoveni, fugiți de persecuțiile la care erau supuși pe teritoriul vechii Rusii. Cea mai mare parte a terenurilor arabile și mlaștinilor au fost considerate proprietatea consiliului orașului Ismail, iar țăranii au fost forțați să le închirieze.
În urma Tratatului de la Paris din 1856, care încheia Războiul Crimeii (1853-1856), Rusia a retrocedat Moldovei o fâșie de pământ din sud-vestul Basarabiei (cunoscută sub denumirea de Cahul, Bolgrad și Ismail). În urma acestei pierderi teritoriale, Rusia nu a mai avut acces la gurile Dunării. În urma Unirii Moldovei cu Țara Românească din 1859, acest teritoriu a intrat în componența noului stat România (numit până în 1866 "Principatele Unite ale Valahiei și Moldovei").
În urma Tratatului de pace de la Berlin din 1878, România a fost constrânsă să cedeze Rusiei sudul Basarabiei. În perioada de până la Primul Război Mondial, s-au intensificat nemulțumirile țăranilor săraci cauzate de lipsa pământului. În decembrie 1917, activiștii bolșevici au preluat conducerea în sat. Intervenția armatei române a dus la înăbușirea rebeliunii bolșevice și la pacificarea localității.
După Unirea Basarabiei cu România la 27 martie 1918, satul Broasca a făcut parte din componența României, în plasa Fântâna Zânelor a județului Ismail. Pe atunci, majoritatea populației era formată din ruși-lipoveni, existând și o comunitate de români. La recensământul din 1930, s-a constatat că din cei 1.636 locuitori din sat, 1.466 erau ruși (89.61%), 168 români (10.27%), 3 germani, 1 bulgar și 1 polonez. La 1 ianuarie 1940, din cei 4.124 locuitori ai satului, 3.632 erau ruși (88.07%), 482  români (11.69%), 9 bulgari și 1 german.
În perioada interbelică, satul s-a aflat în aria de interes a activiștilor bolșevici din URSS, aici existând un comitet revoluționar clandestin. În 1920, poliția i-a arestat pe agitatorii comuniști din localitate. În 1925, s-au efectuat din nou arestări. La 2 februarie 1930, țăranii din sat au participat la demonstrația politică din Ismail, cerând împărțirea de pământ către țăranii săraci.
Ca urmare a Pactului Ribbentrop-Molotov (1939), Basarabia, Bucovina de Nord și Ținutul Herța au fost anexate de către URSS la 28 iunie 1940. După ce Basarabia a fost ocupată de sovietici, Stalin a dezmembrat-o în trei părți. Astfel, la 2 august 1940, a fost înființată RSS Moldovenească, iar părțile de sud (județele românești Cetatea Albă și Ismail) și de nord (județul Hotin) ale Basarabiei, precum și nordul Bucovinei și ținutul Herța au fost alipite RSS Ucrainene. La 7 august 1940, a fost creată regiunea Ismail, formată din teritoriile aflate în sudul Basarabiei și care au fost alipite RSS Ucrainene . Imediat după ocuparea Basarabiei, autoritățile sovietice au deportat mai multe familii de țărani chiaburi în Siberia.
În perioada 1941-1944, toate teritoriile anexate anterior de URSS au reintrat în componența României. Apoi, cele trei teritorii au fost reocupate de către URSS în anul 1944 și integrate în componența RSS Ucrainene, conform organizării teritoriale făcute de Stalin după anexarea din 1940, când Basarabia a fost ruptă în trei părți. Un număr de 79 localnici au luptat în cel de-al doilea război mondial, 45 dintre ei murind pe front.
În anul 1954, regiunea Ismail a fost desființată, iar localitățile componente au fost incluse în regiunea Odesa.
Începând din anul 1991, satul Broasca face parte din raionul Ismail al regiunii Odesa din cadrul Ucrainei independente. În prezent, satul are 3.704 locuitori, preponderent ruși-lipoveni.

## Economie
Locuitorii satului Broasca se ocupă în principal cu agricultura și zootehnia. Se cultivă viță de vie și se cresc păsări. Ferma din sat se ocupă cu producția de ouă, precum și cu viticultura. De asemenea, funcționează un gater și un atelier de tâmplărie.

## Cultura
În perioada sovietică, biserica din satul Broasca a fost distrusă până la temelie, de un buldozer. Și în prezent, credincioșii ortodocși români din sat merg să se roage la biserica din Babele .

## Demografie
Componența lingvistică a comunei Broasca
     Ucraineană (76,81%)
     Rusă (17,22%)
     Română (2,62%)
     Bulgară (2,29%)
     Alte limbi (0,59%)
Conform recensământului din 2001, majoritatea populației comunei Broasca era vorbitoare de ucraineană (76,81%), existând în minoritate și vorbitori de rusă (17,22%), română (2,62%) și bulgară (2,29%).
1930: 1.636 (recensământ) 
1940: 4.124 (estimare)
2001: 3.704 (recensământ)

## Obiective turistice
- Monumentul eroilor sovietici din Marele Război pentru Apărarea Patriei